# Shirley Knight
Shirley Knight Hopkins (Goessel, Kansas, 1936. július 5. – San Marcos, Texas, 2020. április 22.) Golden Globe-, háromszoros Primetime Emmy- és Tony-díjas amerikai színésznő.

## Filmográfia

### Film
| Év   | Magyar cím             | Eredeti cím                            | Szerep                      | Magyar hang        |
| ---- | ---------------------- | -------------------------------------- | --------------------------- | ------------------ |
| 1955 | Piknik                 | Picnic                                 | statiszta                   |                    |
| 1959 |                        | Five Gates to Hell                     | Maria nővér                 |                    |
| 1960 |                        | Ice Palace                             | Grace Kennedy               |                    |
| 1960 |                        | The Dark at the Top of the Stairs      | Reenie Flood                |                    |
| 1962 |                        | The Couch                              | Terry Ames                  |                    |
| 1962 | Az ifjúság édes madara | Sweet Bird of Youth                    | Heavenly Finley             | Huszárik Kata      |
| 1962 |                        | House of Women                         | Erica Hayden                |                    |
| 1964 | Menekülés Ashiyából    | Flight from Ashiya                     | Caroline Gordon / Stevenson |                    |
| 1966 | A csoport              | The Group                              | Polly Andrews Ridgeley      | Mics Ildikó        |
| 1966 |                        | Dutchman                               | Lula                        |                    |
| 1968 |                        | The Counterfeit Killer                 | Angie Peterson              |                    |
| 1968 | Petulia                | Petulia                                | Prudence "Polo" Bollen      | Földi Teri         |
| 1969 | Az esőemberek          | The Rain People                        | Natalie Ravenna             |                    |
| 1971 |                        | Secrets                                | Beatrice                    |                    |
| 1974 | Pénzt vagy életet!     | Juggernaut                             | Barbara Bannister           | Dallos Szilvia     |
| 1974 | Pénzt vagy életet!     | Juggernaut                             | Barbara Bannister           | Hámori Ildikó      |
| 1979 | A Poszeidon kaland     | Beyond the Poseidon Adventure          | Hannah Meredith             | Halász Aranka      |
| 1981 | Végtelen szerelem      | Endless Love                           | Ann Butterfield             | Szegedi Erika      |
| 1982 |                        | The Sender                             | Jerolyn                     |                    |
| 1982 |                        | Prisoners                              | Virginia                    |                    |
| 1994 |                        | Benders                                | Donna                       |                    |
| 1994 | Az éj színe            | Color of Night                         | Edith Niedelmeyer           | Némedi Mari        |
| 1994 |                        | The Secret Life of Houses              | Fergie néni                 |                    |
| 1995 |                        | Stuart Saves His Family                | Mrs. Smalley                |                    |
| 1996 | Az ördög háromszöge    | Diabolique                             | Edie Danziger               |                    |
| 1996 |                        | Somebody Is Waiting                    | Irma Cill                   |                    |
| 1997 | Lesz ez még így se!    | As Good as It Gets                     | Beverly Connelly            | Halász Aranka      |
| 1997 | Egy fiú titka          | Little Boy Blue                        | Doris Knight                | Bókai Mária        |
| 1997 | Egy fiú titka          | Little Boy Blue                        | Doris Knight                | Szabó Éva          |
| 2000 |                        | 75 Degrees in July                     | Jo Beth Anderson            |                    |
| 2001 | A világ közepe         | The Center of the World                | ismeretlen szerep           |                    |
| 2001 |                        | A House on a Hill                      | Mercedes Mayfield           |                    |
| 2001 | Angyali szemek         | Angel Eyes                             | Elanora Davis               | Némedi Mari        |
| 2002 | Igazság helyett        | The Salton Sea                         | Nancy Plummer               | Bókai Mária        |
| 2002 |                        | P.S. Your Cat Is Dead                  | Claire néni                 |                    |
| 2002 | Vagány nők klubja      | Divine Secrets of the Ya-Ya Sisterhood | Necie Rose Kelleher         | Halász Aranka      |
| 2005 | Érzékiség              | Sexual Life                            | Joanna                      | Menszátor Magdolna |
| 2006 | A nagyi szeme fénye    | Grandma's Boy                          | Bea                         | Halász Aranka      |
| 2006 |                        | Open Window                            | Dr. Ann Monohan             |                    |
| 2006 |                        | Thanks to Gravity                      | Lea                         |                    |
| 2008 |                        | The Other Side of the Tracks           | Helen                       |                    |
| 2008 |                        | Not Fade Away                          | Diane                       |                    |
| 2009 | A pláza ásza           | Paul Blart: Mall Cop                   | Margaret Blart              |                    |
| 2009 | Pippa Lee négy élete   | The Private Lives of Pippa Lee         | Dot Nadeau                  |                    |
| 2010 | Hallgass a szívedre!   | Listen to Your Heart                   | Sam nagymama                |                    |
| 2011 | A lökött tesó          | Our Idiot Brother                      | Ilene Rochlin               | Szabó Éva          |
| 2011 |                        | The Melancholy Fantastic               | Mor (hangja)                |                    |
| 2011 |                        | Elevator                               | Jane Redding                |                    |
| 2013 |                        | Redwood Highway                        | Marie Vaughn                |                    |
| 2014 | Mercy                  | Mercy                                  | Mercy                       | Halász Aranka      |
| 2015 | A pláza ásza Vegasban  | Paul Blart: Mall Cop 2                 | Margaret Blart              | Halász Aranka      |
| 2015 |                        | The Missing Girl                       | Mrs. Colvins                |                    |

### Televízió

#### Tévéfilm
| Év   | Magyar cím                    | Eredeti cím                                   | Szerep                    | Magyar hang    |
| ---- | ----------------------------- | --------------------------------------------- | ------------------------- | -------------- |
| 1967 |                               | The Outsider                                  | Peggy Leydon              |                |
| 1968 |                               | Shadow Over Elveron                           | Joanne Tregaskis          |                |
| 1973 |                               | The Lie                                       | Anna                      |                |
| 1974 | A vidéki lány                 | The Country Girl                              | Georgie Elgin             | Szegedi Erika  |
| 1975 |                               | Friendly Persuasion                           | Eliza Birdwell            |                |
| 1975 |                               | Medical Story                                 | Phyllis Lenahan           |                |
| 1976 |                               | Return to Earth                               | Joan Aldrin               |                |
| 1976 | A borzalom 21 órája           | 21 Hours at Munich                            | Anneliese Graes           | Kovács Nóra    |
| 1976 | A borzalom 21 órája           | 21 Hours at Munich                            | Anneliese Graes           | Götz Anna      |
| 1978 |                               | The Defection of Simas Kudirka                | Genna Kudirka             |                |
| 1979 |                               | Champions: A Love Story                       | Barbara Harlich           |                |
| 1980 |                               | Playing for Time                              | Maria Mandl Lagerführerin |                |
| 1982 |                               | Kennedy's Children                            | Carla                     |                |
| 1984 | Gyilkos ösztön                | With Intent to Kill                           | Edna Reinecker            |                |
| 1991 | A gyerekrablás                | Bump in the Night                             | Katie Leonard             | Dallos Szilvia |
| 1991 |                               | Shadow of a Doubt                             | Mrs. Potter               |                |
| 1991 |                               | To Save a Child                               | Rinda Larson              |                |
| 1993 |                               | When Love Kills: The Seduction of John Hearn  | Edna Larson               |                |
| 1993 | Kiáltás az igazságért         | A Mother's Revenge                            | Bess Warden               | Győri Ilona    |
| 1993 | Kiáltás az igazságért         | A Mother's Revenge                            | Bess Warden               | Bessenyei Emma |
| 1994 | Gyermekkereskedők             | Baby Brokers                                  | Sylvia                    |                |
| 1995 | Megbélyegezve: A McMartin-per | Indictment: The McMartin Trial                | Peggy Buckey              | Földi Teri     |
| 1996 | Elfojtott emlékek             | Stolen Memories: Secrets from the Rose Garden | Sally Ann                 |                |
| 1996 | A múlt bűnei                  | A Promise to Carolyn                          | Jolene Maggart            |                |
| 1996 | Ha a falak beszélni tudnának  | If These Walls Could Talk                     | Mary Donnelly             | Némedi Mari    |
| 1998 | Az esküvő                     | The Wedding                                   | Gram (Miss Caroline)      |                |
| 1998 | Szívet cserélni               | A Father for Brittany                         | Donna Minkowitz           |                |
| 2001 | Az otthon kék ege             | My Louisiana Sky                              | Jewel Ramsey              | Molnár Piroska |
| 2004 | A macska szelleme             | Mrs. Ashboro's Cat                            | Mrs. Ashboro              |                |

#### Sorozat
| Év        | Magyar cím                               | Eredeti cím                          | Szerep                                    | Megjegyzések                                |
| --------- | ---------------------------------------- | ------------------------------------ | ----------------------------------------- | ------------------------------------------- |
| 1958–1959 |                                          | Buckskin                             | Mrs. Newcomb                              | 20 epizód                                   |
| 1959      |                                          | The Restless Gun                     | Heide Ritter                              | 1 epizód                                    |
| 1960      |                                          | 77 Sunset Strip                      | Mari Ellen Taylor                         | 1 epizód                                    |
| 1961      |                                          | Lawman                               | Tendis Weston                             | 1 epizód                                    |
| 1961      |                                          | Maverick                             | Nancy Powers                              | 1 epizód                                    |
| 1961      |                                          | The Roaring 20s                      | Ellie Hollis                              | 1 epizód                                    |
| 1962      |                                          | Naked City                           | Kathy Meigs                               | 1 epizód                                    |
| 1962–1965 |                                          | The Virginian                        | Susan Morrow / Clara Malone               | 2 epizód                                    |
| 1963      |                                          | The Outer Limits                     | Noel Anderson                             | 1 epizód                                    |
| 1964–1966 |                                          | The Fugitive                         | Janice Pruitt / Mona Ross / Jane Washburn | 3 epizód                                    |
| 1967      | Támadás egy idegen bolygóról             | The Invaders                         | Margaret Cook                             | 1 epizód                                    |
| 1973      | San Francisco utcáin                     | The Streets of San Francisco         | Mary Rae Dortmunter                       | 1 epizód                                    |
| 1973      |                                          | Circle of Fear                       | Beth                                      | 1 epizód                                    |
| 1973      |                                          | Orson Welles Great Mysteries         | Margot Brenner                            | 1 epizód                                    |
| 1974      |                                          | Nakia                                | Faye Arnold                               | 1 epizód                                    |
| 1975      |                                          | Barnaby Jones                        | Kay Lewiston                              | 1 epizód                                    |
| 1982      |                                          | Nurse                                | Sylvia Dennis                             | 1 epizód                                    |
| 1982      | Meghökkentő mesék                        | Tales of the Unexpected              | Elizabeth Bourdon                         | 1 epizód                                    |
| 1984      |                                          | Hammer House of Mystery and Suspense | Ann Fairfax Denver                        | 1 epizód                                    |
| 1985–1987 |                                          | Spenser: For Hire                    | Katie Quirk                               | 2 epizód                                    |
| 1987–1990 |                                          | Thirtysomething                      | Ruth Murdoch                              | 2 epizód                                    |
| 1989      |                                          | The Equalizer                        | Kay                                       | 1 epizód                                    |
| 1989–1990 | Gyilkos sorok                            | Murder, She Wrote                    | Grace Fenton / Grace Lambert              | 2 epizód                                    |
| 1990      |                                          | Matlock                              | Phyllis Todd                              | 1 epizód                                    |
| 1991      | Esküdt ellenségek                        | Law & Order                          | Melanie Cullen                            | 1 epizód                                    |
| 1993      |                                          | L.A. Law                             | Belinda Collins                           | 1 epizód                                    |
| 1993      |                                          | Angel Falls                          | Edie Wren Cox                             | 1 epizód                                    |
| 1995      | A préri vad gyermekei                    | Children of the Dust                 | Bertha néni                               | minisorozat (2 epizód)                      |
| 1995      |                                          | Fudge                                | Mrs. A                                    | 1 epizód                                    |
| 1995      | New York rendőrei                        | NYPD Blue                            | Agnes Cantwell                            | 1 epizód                                    |
| 1996      | Cybill                                   | Cybill                               | Loretta                                   | 1 epizód                                    |
| 1998      |                                          | Significant Others                   | Mrs. Callaway                             | minisorozat (2 epizód)                      |
| 1998–1999 |                                          | Maggie Winters                       | Estelle Winters                           | 16 epizód                                   |
| 2001      |                                          | The Fugitive                         | Delores Dalkowski                         | 1 epizód                                    |
| 2001–2003 | Esküdt ellenségek: Különleges ügyosztály | Law & Order: Special Victims Unit    | Dr. Wharton / Rose Granville              | 2 epizód                                    |
| 2002      | Ally McBeal                              | Ally McBeal                          | Helen Apple                               | 1 epizód                                    |
| 2002      | Vészhelyzet                              | ER                                   | Mrs. Burke                                | 1 epizód                                    |
| 2004      | Bostoni halottkémek                      | Crossing Jordan                      | Frances Littleton                         | 1 epizód                                    |
| 2004      | Döglött akták                            | Cold Case                            | Dottie                                    | 1 epizód                                    |
| 2005      | Doktor House                             | House                                | Georgia Adams                             | 1 epizód                                    |
| 2005–2007 | Született feleségek                      | Desperate Housewives                 | Phyllis Van de Kamp                       | - 5 epizód - magyar hangja: - Pásztor Erzsi |
| 2009      | Haláli testcsere                         | Drop Dead Diva                       | Millie Carlson                            | 1 epizód                                    |
| 2010      | Vérmes négyes                            | Hot in Cleveland                     | Loretta                                   | 1 epizód                                    |
| 2012      | Maffiadoktor                             | The Mob Doctor                       | Ann Wilson                                | 1 epizód                                    |